# Gbeľany
Gbeľany (bis 1973 slowakisch „Gbelany“; ungarisch Egbelény – bis 1907 Gbellan) ist eine Gemeinde im Okres Žilina des Žilinský kraj, mit 1586 Einwohnern (Stand 31. Dezember 2024).

## Geographie

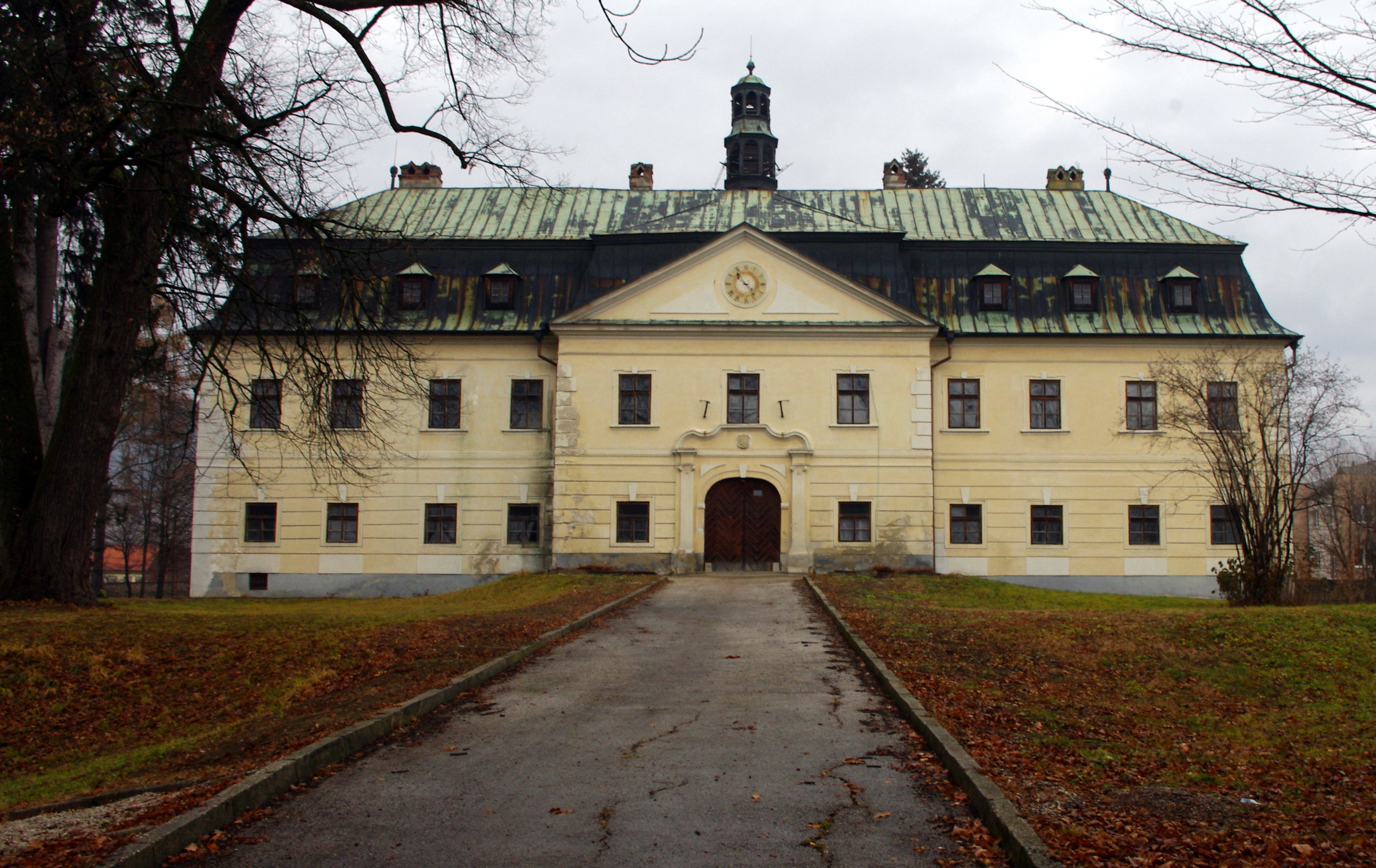
Schloss

Die Gemeinde liegt im Ostteil des Talkessels Žilinská kotlina nördlich des Flusses Waag. Der Nordteil des Gemeindegebiets reicht ins Bergland Kysucká vrchovina. Das Ortszentrum liegt neun Kilometer östlich der Stadt Žilina.

## Geschichte
Der Ort entstand wahrscheinlich im 13. Jahrhundert als Untertanenort und wurde zum ersten Mal 1362 als Koblen schriftlich erwähnt. Seit der Entstehung gehörte der Ort zum Herrschaftsgut der Burg Strečno. Nach der Enthüllung der Wesselényi-Verschwörung kam das Dorf 1683 zum Teil des neuen Herrenguts Teplička, aus dessen entstand 1749 das Herrengut Gbelany, die neben dem Hauptort acht weitere Dörfer umfasste. 1828 sind 68 Häuser und 600 Einwohner verzeichnet.

## Bevölkerung
| Jahr                | 1994 | 2004    | 2014    | 2024     |
| ------------------- | ---- | ------- | ------- | -------- |
| Anzahl der Personen | 1151 | 1244    | 1225    | 1586     |
| Unterschied         |      | +8,07 % | −1,52 % | +29,46 % |

| Jahr                | 2023 | 2024    |
| ------------------- | ---- | ------- |
| Anzahl der Personen | 1567 | 1586    |
| Unterschied         |      | +1,21 % |

## Persönlichkeiten
- Ján Franek (* 1960), ehem. Boxer der Tschechoslowakei, Gewinner der olympischen Bronzemedaille